# Holzheim (Pohlheim)
Holzheim ist ein Ortsteil der Stadt Pohlheim im mittelhessischen Landkreis Gießen.

## Geografische Lage
Holzheim liegt am Obergermanischen Limes am Rande der Wetterau in Mittelhessen. Im Ort treffen sich die Landesstraßen 3132 und 3133. Im Süden liegt das Gambacher Kreuz, welches die Bundesautobahn 5 und die Bundesautobahn 45 miteinander verbindet.

## Ortsgeschichte

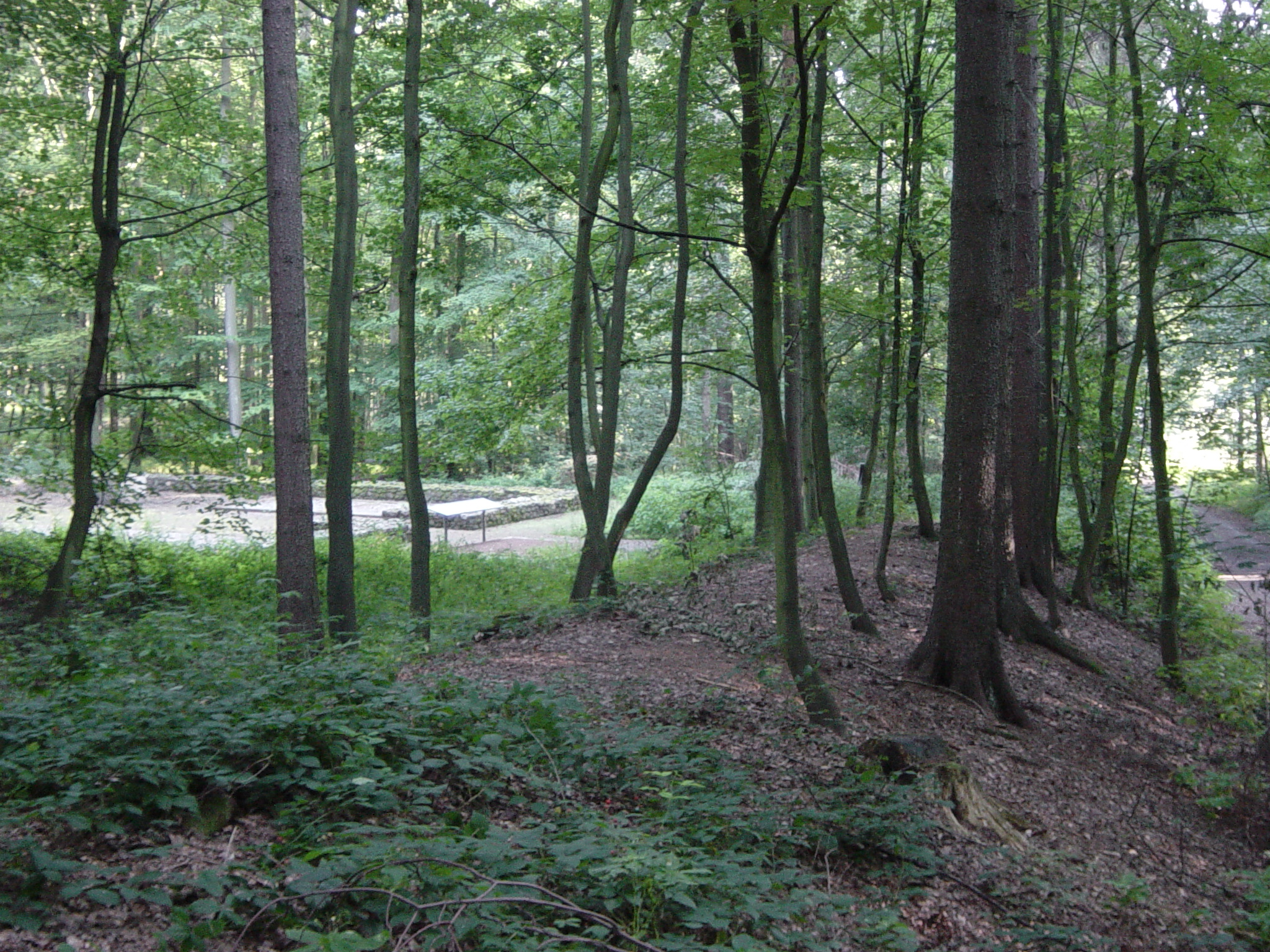
Das Kleinkastell vom Limeswall aus gesehen

### Historische Namensformen
Der Ortsname Holzheim durchlief im Laufe der Geschichte verschiedene historische Namensformen.
Die ersten Nennungen des Ortes erfolgten im Lorscher Codex. Dieses Kopiar wurde in den Jahren zwischen 1183 und 1195 niedergeschrieben. Die heute gültige wissenschaftliche Form des Kopiars stammt Gießener Historiker Karl Glöckner. Außerdem hat die Universitätsbibliothek Heidelberg den Codex in digitaler Form herausgegeben.
790 erfolgte eine erste Schenkung an das Kloster Lorsch „in Holzheim“. Ebenfalls 790 heißt es „Holzheimer marca.“ Eine erste Erwähnung der Siedlungsform villa erfolgte 792: „... in pago Weteriba in uilla Holzheim.“ (im Gau Wetterau im Dorf Holzheim). 805 lautet der Eintrag: „in Leizgestre marca et in Holzeim.“
(In der Mark Leihgestern und in Holzheim). Insgesamt erhielt das Kloster Lorsch zwölf Schenkungen in der Gemarkung Holzheim bis 825.
1287 wurde erstmals zwischen „minori et maiori Holzheim“ (Klein- und Groß-Holzheim) unterschieden. 1357 lautet der Eintrag in einer Urkunde „fon Gambach zhu Hulzheim“ und 1358 tritt ein „Johan von Hultzhem“ urkundlich in Erscheinung.
Der Ortsname wird in der Namensforschung als „Siedlung am (Nieder-)Wald“ erklärt, ausgehend vom ahd. Wort „holz“, das einen ungepflegten Wald beschreibt.

### Mittelalter
Erstmals urkundlich erwähnt wurde das Dorf am 24. Mai 790 im Lorscher Codex. 793 wurde eine Eigenkirche von Anstrat und Ozilo an das Kloster Lorsch mit Reliquien und Kirchenschatz geschenkt. Die Kirche in Holzheim war ebenso wie die Lorscher Kirche dem Heiligen Nazarius geweiht. Vier der zwölf Traditionen (Überlieferungen) wurden von dem Priester Waltheim vorgenommen. Der Besitz des Klosters Lorsch ging nach heutiger Auffassung vollständig an das nahe gelegene Kloster Arnsburg. Dieser Besitz bestand ursprünglich aus fünfeinhalb Mansen und dem zum Dorf gehörenden Wald. Dieser Besitz wurde 1151 durch Konrad von Hagen in „Holzheim“ für Arnsburg übertragen. Nach weiteren Schenkungen und dem Erwerb von Gütern wurde von Arnsburg eine Grangie in Holzheim errichtet, welche in manchen Urkunden als Groß-Holzheim erwähnt wird. Dies geschah, um den Ort von der späteren Wüstung Klein-Holzheim zu unterscheiden.

### Neuzeit
Zwischen 1631 und 1633 wurde die Evangelisch-reformierte Kirche erbaut. 1952 kam die neue Schule hinzu, 1960 die neue katholische Kirche St. Matthäus.
Ab dem 17. Jahrhundert bis in die 1930er Jahre bestand im Ort eine jüdische Gemeinde mit eigener Synagoge. Im Jahre 1939 gehörte der Ort zum Landkreis Gießen und hatte 1176 Einwohner.
Die Gemeinde Pohlheim wurde am 31. Dezember 1970 im Zuge der Gebietsreform in Hessen durch freiwilligen Zusammenschluss der Gemeinden Dorf-Güll, Garbenteich, Grüningen, Hausen, Holzheim und Watzenborn-Steinberg gegründet.
Für Holzheim wurde, wie für die übrigen ehemaligen Gemeinden von Pohlheim, ein Ortsbezirk mit Ortsbeirat und Ortsvorsteher nach der Hessischen Gemeindeordnung gebildet.
Im Jahr 2010 beging der Ort seine 12xx-Jahr-Feier. Dies steht für die 1220-Jahr-Feier, mit welcher der ausgefallene 1200. Geburtstag nachgefeiert wurde.

### Verwaltungsgeschichte im Überblick
Die folgende Liste zeigt die Staaten und Verwaltungseinheiten, denen Holzheim angehört(e):
- 790: Fränkisches Reich, Wetter(gau)
- 1210 und später: Gericht Grüningen, 1333 allerdings ein Holzheimer Zentgraf genannt
- ab 1478: Heiliges Römisches Reich, Grafschaft Solms-Braunfels, Amt Butzbach
- ab 1627: Heiliges Römisches Reich, Grafschaft  Solms-Braunfels, Amt Gambach
- ab 1742: Heiliges Römisches Reich, Fürstentum Solms-Braunfels, Amt Gambach
- ab 1806: Großherzogtum Hessen,[Anm. 2] Fürstentum Oberhessen, Amt Gambach (des Fürstentums Solms-Braunfels)[20]
- ab 1815: Großherzogtum Hessen, Provinz Oberhessen, Amt Gambach (des Fürsten Solms-Braunfels)[21]
- ab 1820: Großherzogtum Hessen, Provinz Oberhessen, Amt Gambach[Anm. 3]
- ab 1822: Großherzogtum Hessen, Provinz Oberhessen, Landratsbezirk Hungen[22][Anm. 4]
- ab 1841: Großherzogtum Hessen, Provinz Oberhessen, Kreis Hungen
- ab 1848: Großherzogtum Hessen, Regierungsbezirk Friedberg
- ab 1852: Großherzogtum Hessen, Provinz Oberhessen, Kreis Gießen
- ab 1867: Norddeutscher Bund,[Anm. 5] Großherzogtum Hessen, Provinz Oberhessen, Kreis Gießen
- ab 1871: Deutsches Reich, Großherzogtum Hessen, Provinz Oberhessen, Kreis Gießen
- ab 1874: Deutsches Reich, Großherzogtum Hessen, Provinz Oberhessen, Kreis Gießen
- ab 1918: Deutsches Reich (Weimarer Republik), Volksstaat Hessen, Provinz Oberhessen, Kreis Gießen
- ab 1938: Deutsches Reich, Volksstaat Hessen, Landkreis Gießen[23][Anm. 6]
- ab 1945: Amerikanische Besatzungszone,[Anm. 7] Groß-Hessen, Regierungsbezirk Darmstadt, Landkreis Gießen
- ab 1946: Amerikanische Besatzungszone, Hessen, Regierungsbezirk Darmstadt, Landkreis Gießen
- ab 1949: Bundesrepublik Deutschland, Hessen, Regierungsbezirk Darmstadt, Landkreis Gießen
- ab 1971: Bundesrepublik Deutschland, Hessen, Regierungsbezirk Darmstadt, Landkreis Gießen, Stadt Pohlheim
- ab 1977: Bundesrepublik Deutschland, Hessen, Regierungsbezirk Darmstadt, Lahn-Dill-Kreis, Stadt Pohlheim
- ab 1979: Bundesrepublik Deutschland, Hessen, Regierungsbezirk Darmstadt, Landkreis Gießen, Stadt Pohlheim
- ab 1981: Bundesrepublik Deutschland, Hessen, Regierungsbezirk Gießen, Landkreis Gießen, Stadt Pohlheim

### Gerichte seit 1803
In der Landgrafschaft Hessen-Darmstadt wurde mit Ausführungsverordnung vom 9. Dezember 1803 das Gerichtswesen neu organisiert. Für die Provinz Oberhessen wurde das „Hofgericht Gießen“ als Gericht der zweiten Instanz eingerichtet. Die Rechtsprechung der ersten Instanz wurde durch die Ämter bzw. Standesherren vorgenommen und somit war für Holzheim ab 1806 das „Patrimonialgericht der Fürsten Solms-Braunfels“ in Gambach und später Wölfersheim zuständig.
Das Hofgericht war für normale bürgerliche Streitsachen Gericht der zweiten Instanz, für standesherrliche Familienrechtssachen und Kriminalfälle die erste Instanz. Die zweite Instanz für die Patrimonialgerichte waren die standesherrlichen Justizkanzleien. Übergeordnet war das Oberappellationsgericht Darmstadt.
Mit der Gründung des Großherzogtums Hessen 1806 wurde diese Funktion beibehalten, während die Aufgaben der ersten Instanz 1821–1822 im Rahmen der Trennung von Rechtsprechung und Verwaltung auf die neu geschaffenen Land- bzw. Stadtgerichte übergingen. Ab 1822 ließen die Fürsten Solms-Braunfels ihre Rechte am Gericht durch das Großherzogtum Hessen in ihrem Namen ausüben. „Landgericht Hungen“ war daher die Bezeichnung für das erstinstanzliche Gericht das für Holzheim zuständig war. Auch auf sein Recht auf die zweite Instanz, die durch die Justizkanzlei in Hungen ausgeübt wurde verzichtete der Fürst 1823.
Erst infolge der Märzrevolution 1848 wurden mit dem „Gesetz über die Verhältnisse der Standesherren und adeligen Gerichtsherren“ vom 15. April 1848 die standesherrlichen Sonderrechte endgültig aufgehoben.
Durch die Neuordnung der Gerichtsbezirke in der Provinz Oberhessen mit Wirkung vom 15. Oktober 1853 kam Holzheim zum Landgericht Lich.
Anlässlich der Einführung des Gerichtsverfassungsgesetzes mit Wirkung vom 1. Oktober 1879, infolge derer die bisherigen großherzoglich hessischen Landgerichte durch Amtsgerichte an gleicher Stelle ersetzt wurden, während die neu geschaffenen Landgerichte nun als Obergerichte fungierten, kam es zur Umbenennung in „Amtsgericht Lich“ und Zuteilung zum Bezirk des Landgerichts Gießen.
Gleichzeitig wurde Holzheim  dem Amtsgericht Butzbach zugewiesen.
2004 wurde das Amtsgericht Butzbach aufgelöst und dessen Bereich dem Amtsgericht Friedberg zugeschlagen.
Die übergeordneten Instanzen sind jetzt das Landgericht Gießen, das Oberlandesgericht Frankfurt am Main sowie der Bundesgerichtshof als letzte Instanz.

## Bevölkerung

### Einwohnerentwicklung
| Holzheim: Einwohnerzahlen von 1830 bis 1967 | Holzheim: Einwohnerzahlen von 1830 bis 1967 | Holzheim: Einwohnerzahlen von 1830 bis 1967 | Holzheim: Einwohnerzahlen von 1830 bis 1967 | Holzheim: Einwohnerzahlen von 1830 bis 1967 |
| --- | ------------------------------------------- | ------------------------------------------- | ------------------------------------------- | ------------------------------------------- |
| Jahr |                                             |                                             |                                             | Einwohner                                   |
| 1830 | 1830                                        |                                             | 966                                         | 966                                         |
| 1834 | 1834                                        |                                             | 1.082                                       | 1.082                                       |
| 1840 | 1840                                        |                                             | 1.108                                       | 1.108                                       |
| 1846 | 1846                                        |                                             | 1.154                                       | 1.154                                       |
| 1852 | 1852                                        |                                             | 1.285                                       | 1.285                                       |
| 1858 | 1858                                        |                                             | 1.203                                       | 1.203                                       |
| 1864 | 1864                                        |                                             | 1.182                                       | 1.182                                       |
| 1871 | 1871                                        |                                             | 1.149                                       | 1.149                                       |
| 1875 | 1875                                        |                                             | 1.119                                       | 1.119                                       |
| 1885 | 1885                                        |                                             | 1.158                                       | 1.158                                       |
| 1895 | 1895                                        |                                             | 1.071                                       | 1.071                                       |
| 1905 | 1905                                        |                                             | 1.168                                       | 1.168                                       |
| 1910 | 1910                                        |                                             | 1.163                                       | 1.163                                       |
| 1925 | 1925                                        |                                             | 1.182                                       | 1.182                                       |
| 1939 | 1939                                        |                                             | 1.176                                       | 1.176                                       |
| 1946 | 1946                                        |                                             | 1.859                                       | 1.859                                       |
| 1950 | 1950                                        |                                             | 1.840                                       | 1.840                                       |
| 1956 | 1956                                        |                                             | 1.702                                       | 1.702                                       |
| 1961 | 1961                                        |                                             | 1.648                                       | 1.648                                       |
| 1967 | 1967                                        |                                             | 1.705                                       | 1.705                                       |
| Datenquelle: Historisches Gemeindeverzeichnis für Hessen: Die Bevölkerung der Gemeinden 1834 bis 1967. Wiesbaden: Hessisches Statistisches Landesamt, 1968. Weitere Quellen: LAGIS |                                             |                                             |                                             |                                             |

### Historische Religionszugehörigkeit
Quelle: Historisches Ortslexikon
| • 1830: | 965 evangelische, 1 römisch-katholischer, 27 jüdische Einwohner |
| • 1961: | 1318 evangelische, 326 römisch-katholische Einwohner            |

### Historische Erwerbstätigkeit
Quelle: Historisches Ortslexikon
| • 1961: | Erwerbspersonen: 300 Land- und Forstwirtschaft, 364 Prod. Gewerbe, 93 Handel, Verkehr und Nachrichtenübermittlung, 80 Dienstleistungen und Sonstiges. |

## Wappen
„In goldenem Schild eine auf blauem Schildfuß wachsende blaue Linde, beseitet von zwei roten Rosen mit weißen Knospen und grünen Blättern“.
Das Wappen wurde entwickelt aus dem alten Gerichtssiegel Holzheims vom Jahre 1747. Die Linde erinnert an den alten Gerichtssitz Holzheim. Gold und Blau sind die Solmser Farben, und die roten Rosen gehören zu den Wappenzeichen des Hauses Solms-Wildenfels.

## Sehenswürdigkeiten
- Kleinkastell Holzheimer Unterwald
- Evangelisch-reformierte Kirche Holzheim

## Infrastruktur
- Im Ort gibt es ein Dorfgemeinschaftshaus, eine Sporthalle, ein Freibad, einen Lebensmittelladen, einen Bäcker, zwei Friseure, eine Gaststätte und einen Kindergarten.
- Regenbogenschule ist der Name der örtlichen Grundschule.
- Suche nach Holzheim (Pohlheim). In: Archivportal-D der Deutschen Digitalen Bibliothek